# Гаєрсталь
Гаєрсталь (нім. Geiersthal) — громада в Німеччині, знаходиться в землі Баварія. Підпорядковується адміністративному округу Нижня Баварія. Входить до складу району Реген.
Площа — 22,38 км2. Населення становить 2230 ос. (станом на 31 грудня 2020).